# Haemulon bonariense
Haemulon bonariense és una espècie de peix de la família dels hemúlids i de l'ordre dels perciformes.

## Morfologia
Els mascles poden assolir els 40 cm de longitud total.

## Distribució geogràfica
Es troba des de les Grans Antilles fins al Brasil.